# Gyllental
Gyllental (latin numerus aureus) är kalendariska tal, ursprungligen från kyrklig tideräkning. Ett gyllental anger ett års ordning i måncykeln (se Metons cykel) – vart 19:e år återkommer samma månfas på samma veckodag. Varje år har därför ett av gyllentalen 1–19. År 1 i den nuvarande tideräkningen har gyllentalet 1 och varje år därefter har alltså ett gyllental som kan beräknas genom (årtal modulo 19 + 1). År 2014 hade gyllentalet 1. Gyllentalet för år 2025 kan beräknas genom att dela årtalet med 19 vilket ger 106 med resten 11. Genom att lägga 1 till resten får vi gyllentalet 12.

## Runor
I Norden användes de 16 runorna i den yngre runraden, komplementerade med tre medeltida fyllnadsrunor för att beteckna gyllentalen. Vanligtvis skrevs andra tal ut som ren text på runstenarna.